# Riegelnaht

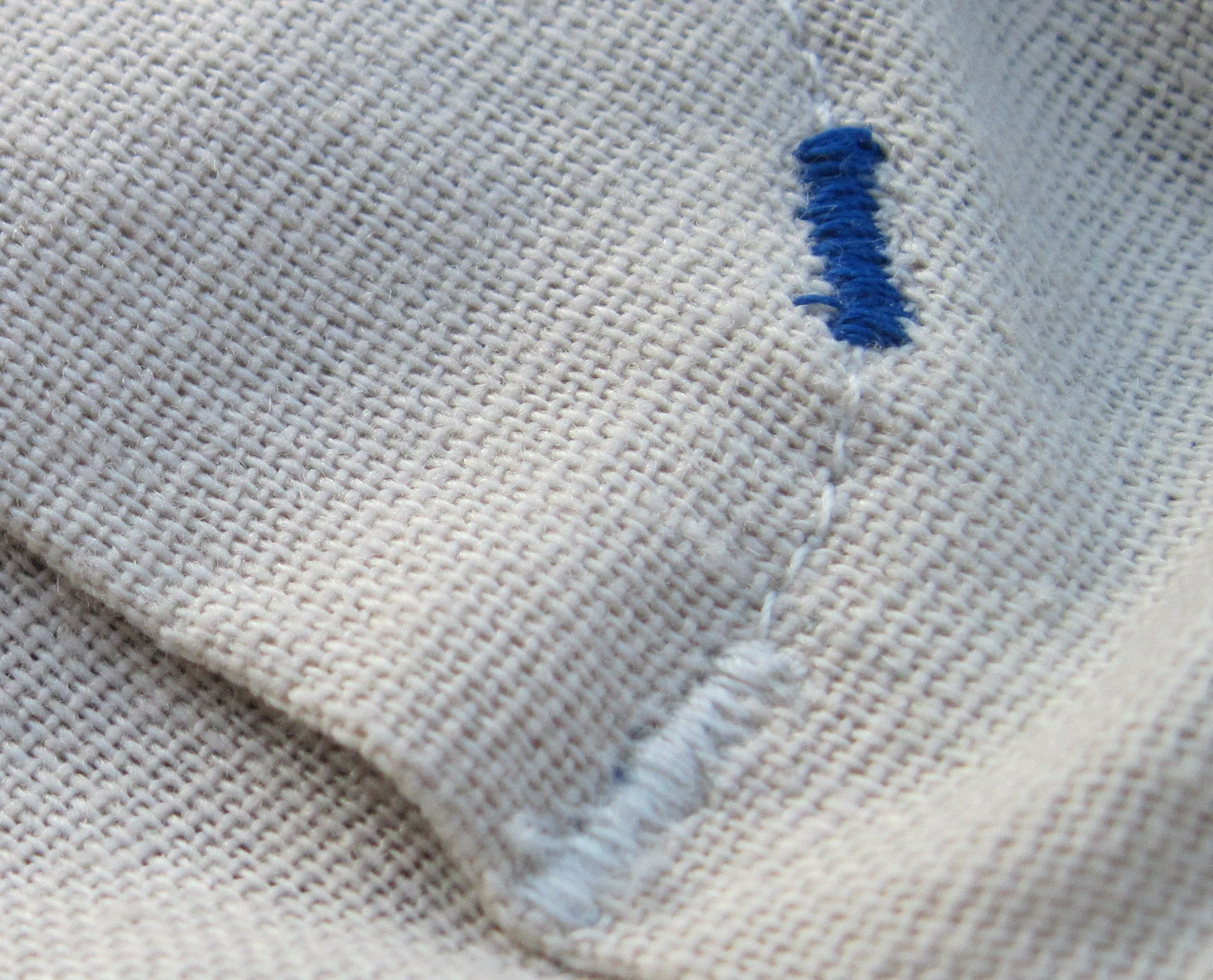
Riegelnaht

Eine Riegelnaht ist ein verdichtetes Stichmuster, um Bereiche auf Stoffen zu verstärken, die Zuglasten oder Verschleiß ausgesetzt sind. Typische Anwendungen dafür sind Knopflöcher, Gürtelschlaufen, Taschenöffnungen, Falten oder Ecken von Kragen.
Riegelnähte können von Hand mit Peitschenstichen oder maschinell mit Zickzackstichen genäht werden. Dabei werden mehrere lange Stiche mit engem Abstand entlang der zu bildenden Stangenlinie genäht. Gefolgt von kurzen Stichen, die senkrecht dazu über die Stangenlinie gesetzt werden. Die Stangenlinie ist in der Regel 1,5 bis 3 mm breit und 6,5 bis 10 mm lang. Bei manchen Kleidungsstücken wie Jeans wird der Riegel in einer Kontrastfarbe genäht.